# Xian Y-20
Xian Y-20 je čtyřmotorový proudový strategický transportní letoun vyvíjený čínskou společností Xi'an Aircraft Industrial Corporation (součást korporace AVIC – Aviation Industry Corporation of China). Letoun vyvíjený od roku 2006 má nosnost 66 tun nákladu. Y-20 je první strategický transportní letoun vyvinutý čínským leteckým průmyslem. Uvádí se, že letectvo Čínské lidové republiky bude mít zájem až o 400 letounů Y-20. Server Jane's odhaduje dobu přijetí typu do služby na rok 2017.

## Vývoj

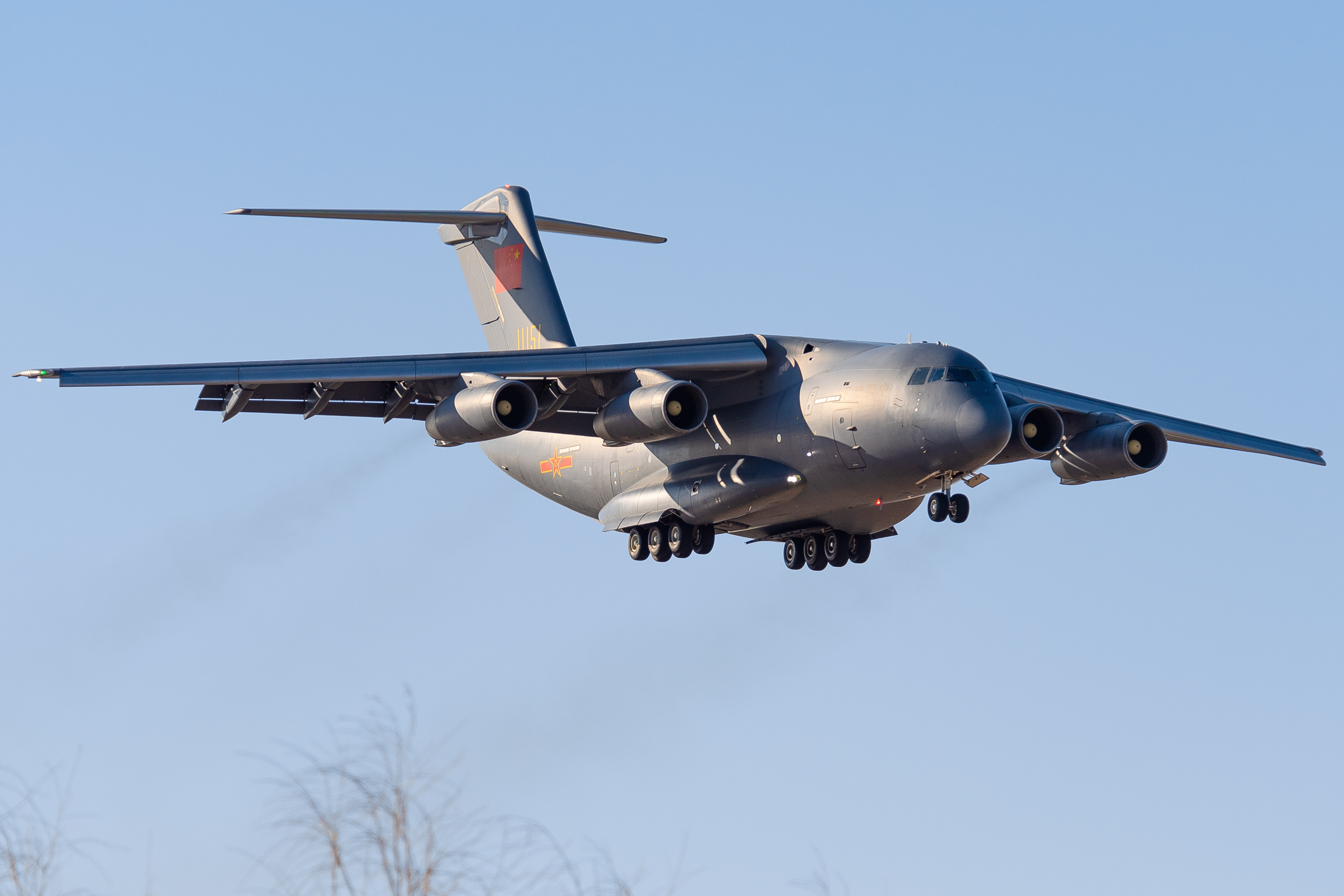
Xian Y-20

Vývoj typu Y-20 byl oficiálně zahájen v roce 2006. V následujícím roce byl vývoj letounu svěřen firmě Xi'an Aircraft, které s vývojem pomáhali ukrajinští a ruští partneři. První prototyp (výr. č. 0001) poprvé vzlétl z továrního letiště v Janliangu 26. ledna 2013 a druhý prototyp jej následoval v prosinci 2013. Veřejně byl stroj poprvé předveden na Airshow China 2014 v Ču-chaj. V červenci 2013 byl identifikován třetí stroj (číslo 783), který je patrně třetím prototypem.

## Konstrukce

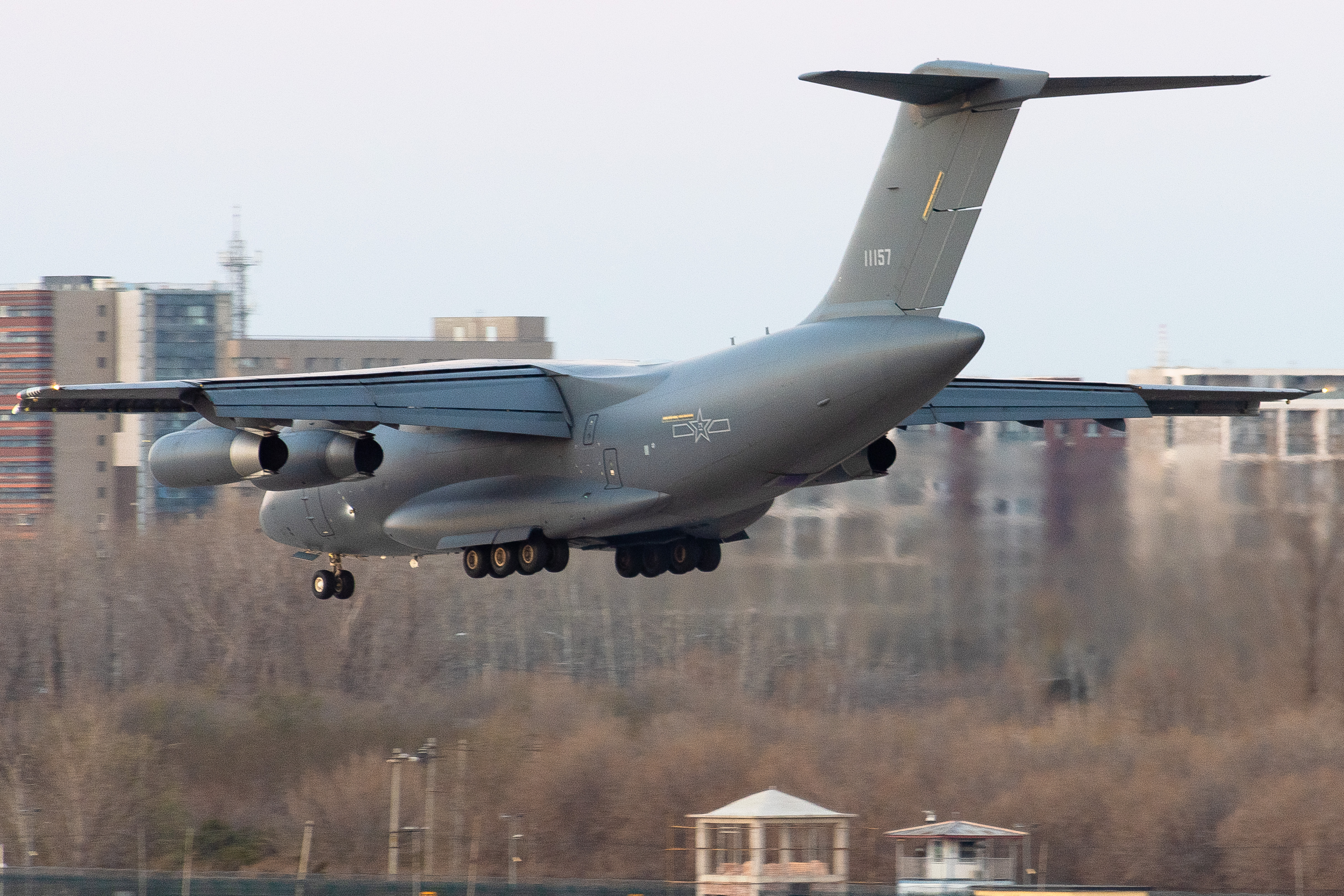
Xian Y-20

Letoun má klasickou koncepci připomínající typy McDonnell Douglas C-17 Globemaster III a Iljušin Il-76. Posádka pracuje v tzv. skleněném kokpitu. Letoun pohánějí čtyři dvouproudové motory. U prototypů to jsou ruské motory D-30KP-2, pro sériové stroje jsou vyvíjeny domácí motory WS-20.

## Specifikace (Y-20)

### Technické údaje
- Posádka: 3
- Délka: ~47 m
- Rozpětí: ~50 m
- Výška: ~18 m
- Nosná plocha: m²
- Hmotnost prázdného letounu: ~100 t
- Max. vzletová hmotnost: ~200 t
- Pohonná jednotka: 4× dvouproudový motor D-30KP-2
- Tah pohonné jednotky:

### Výkony[4]
- Cestovní rychlost: ~630 km/h
- Maximální rychlost: ~750–800 km/h
- Dolet ~4400 km
- Dostup: ~13 000 m
- Počáteční Stoupavost: m/s